# ゾルンホーフェン
ゾルンホーフェンまたはゾールンホーフェン (ドイツ語: Solnhofen, ドイツ語発音: [ˈzoːlnhoːen̩]) は、ドイツ連邦共和国バイエルン州ミッテルフランケン行政管区のヴァイセンブルク＝グンツェンハウゼン郡南東部のアルトミュール川沿いに位置する自治体（以下、本項では便宜上「町」と記述する）である。人口約1,700人、面積約 13.5 km2 のゾルンホーフェンは郡内で最も面積が小さい町の1つであるが、人口密度は最も高い。同名の首邑が町政機能の所在地である。
周辺のゾルンホーフェン石灰岩の採石場は、世界有数の化石の採掘場所とされており、特に始祖鳥の発見で名高い。

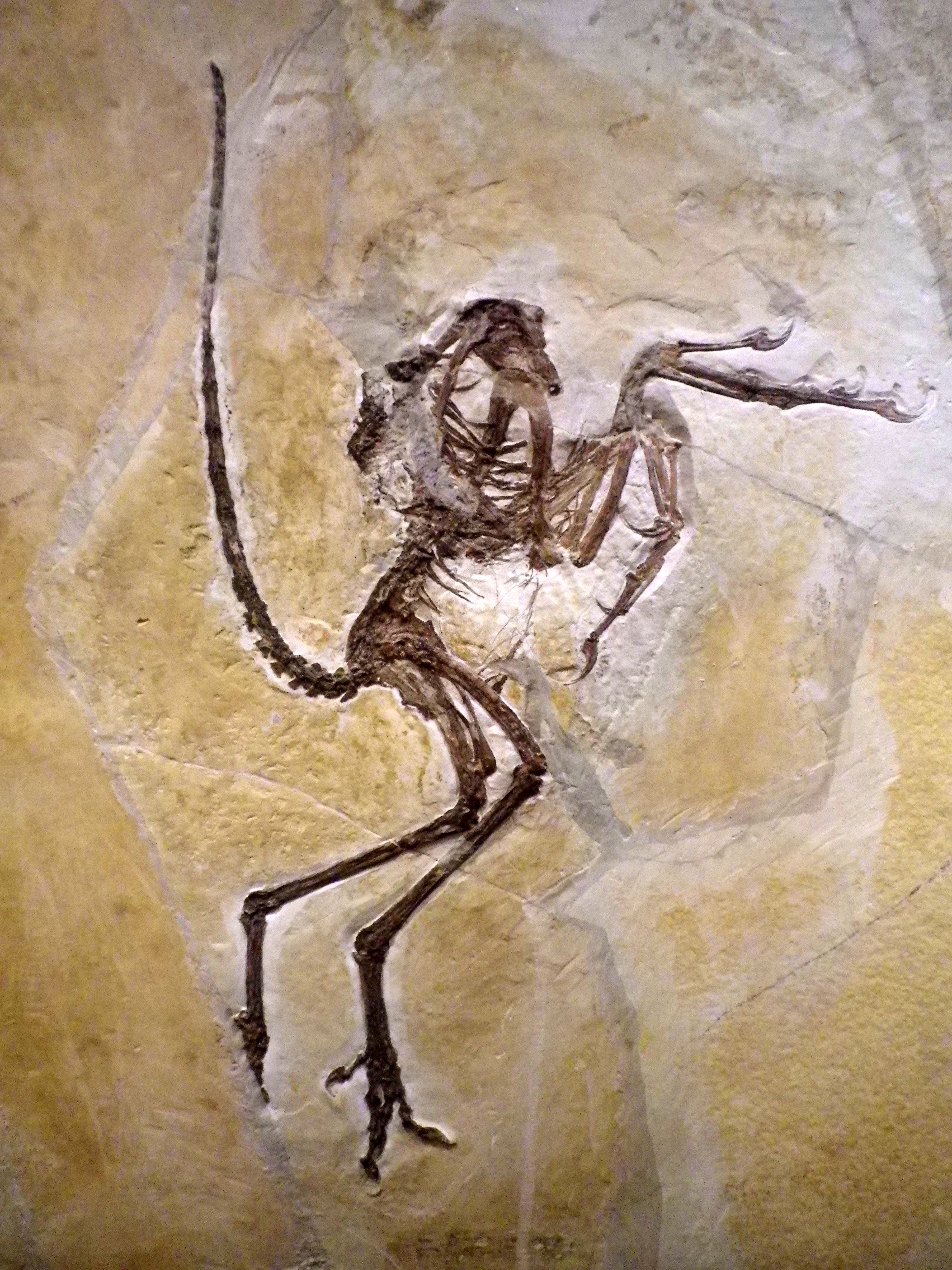
ビュルガーマイスター＝ミュラー博物館に収蔵されている始祖鳥の化石

## 地理

### 位置
ゾルンホーフェンは、この町を流れるアルトミュール川の谷に位置している。ヴァイセンブルクは北西約 15 km、アイヒシュテットは約 14 km 東（ともに直線距離）にある。ドナウヴェルト（南西）とノイブルク・アン・デア・ドナウ（南東）へはそれぞれ約 25 km である。アウクスブルク（南）とニュルンベルク（北）とを結ぶ直線の中間にあたるゾルンホーフェンは、これらの両大都市までそれぞれ約 60 km の距離がある。ゾルンホーフェンはオーバーバイエルンのアイヒシュテット郡と境を接している。シュヴァーベン行政管区との境界も近いが、直接境を接しているのは隣町のランゲンアルトハイムだけである。町域はホーホホルツをはじめとする森と、多くの採石場があるのが特徴である。ゾルンホーフェンの東にツヴェルフ＝アポステル＝フェルゼン自然保護区（直訳: 十二使徒の岩自然保護区）がある。

### 自治体の構成
この町は3つのゲマインデタイル（小地区）からなる。
- エスリンゲン
- ホーホホルツ
- ゾルンホーフェン

### 隣接する市町村
ゾルンホーフェンに隣接する市町村で、ミッテルフランケンに属すのは、北のパッペンハイムと西のランゲンアルトハイムである。オーボーバイエルンに属すのが東のシェルンフェルト、南のメルンスハイムである。

### ゾルンホーフェン石灰岩
ゾルンホーフェンは、約1億5千万年前、後期ジュラ紀の化石を含んだ採石場で良く知られている。発見された化石の中には当時のラグーンに入り込んだ陸生生物も含まれる。たとえば、小型恐竜のコンプソグナトゥス、6属の翼竜、さまざまなカメ、180種以上の昆虫などである。しかしこれまでで最も有名で、生物進化論においても最も重要な出土品は、ゾルンホーフェンおよびその周辺で発見された10例の始祖鳥である。これらのうち、最も保存状態の良いものはベルリン自然史博物館に収蔵されている。ここからは、最大 30 cm の原初のエビの化石も発見されている。この採石場で採掘される特に粒子の細かい石灰岩（「リトグラフ・スレート」）は、リトグラフの発明者アロイス・ゼネフェルダーによって印刷素材として利用された。現在でもゾルンホーフェン石灰岩はリトグラフ印刷板として世界最高の素材とされている。

## 歴史

### 自治体の成立まで
考古学的発掘により、中石器時代、ケルト時代、ローマ時代の集落跡が確定されている。ゾルンホーフェンは8世紀後半に Husen という名で初めて文献に記録されている。南のズアラフェルトは、古くは宗教の中心地であり、ここから東フランケンが開発されていった。
754年頃にアングロサクソン人の宣教師で後に聖人となるゾーラが修道院を設立し、その後、彼にちなんでゾルンホーフェンと呼ばれるようになった。生涯に多くの伝説を残したゾーラが794年12月3日（フルダの死亡録によれは12月4日）に亡くなったとき、彼は Solaehofinum（790年にこう呼ばれており、ここから Solenhofen/Solnhofen に発展した）を cella Solnis/Suolonies とともにフルダ王立修道院に遺贈した。836年からベネディクト会修道院が存在していたことが証明されており、フルダのゾルンホーフェン教区には20の農場が含まれていた。834年に皇帝の宮廷司祭グンドラムによってゾーラの遺体が石灰岩の壁で囲まれた高い墓に再葬された。イエズス会士ブロワーが1612年に書き残したフルダの伝承によれば、ゾーラは「教皇グレゴリウス4世（在位827/28年から844年）の請願によって天意が下り、フルダに移された」という。当時に建設された教会のあった場所にアイヒシュテット司教グンデカール2世（治世: 1057年 - 1075年）が新しい教会を建設した。この教会は初期ロマネスク様式の列柱バシリカで、4つのヴォールトを持つ長さ 21 m の側廊と聖ゾーラの墓を有していた。
フルダの所領は、この他に守護であるトルーエンディンゲン伯の下に置かれた。伯は聖ファイト教区教会を建設した。2つの支配領域の境界線は現在のユーラヘーエを通るゼネフェルダー通りであった。負債の増大により伯は、かつてゾーラの所領に属していたミュールハウム・アン・デア・ガイラハ村を1282年にアイヒシュテット司教ラインボートに売却した。1310年にニュルンベルク城伯（後のアンスバッハ＝ブランデンブルク辺境伯）がトルーエンディンゲンの残りの権利を相続した。この村は、バイエルン戦争の間1420年にバイエルン公ルートヴィヒ7世によって焼き払われた。教区司祭は繰り返しフルダ修道院からの離脱を試み、1478年にはローマで訴訟を起こしたが成功しなかった。
16世紀になって決定機が訪れた。1500年からこの村はアンスバッハ辺境伯領の一部としてフランケン帝国クライスに属した。1525年から1534年までこの教区はブランデンブルク＝クルムバッハ辺境伯カジミールの下で世俗化された。俗界の辺境伯の官僚がかつての修道院領を管理した。修道院教会が教区教会となり、それまでの代官区の聖ファイト教区教会は1544年から2世紀の間住居として利用され、その後取り壊された。1533年、福音主義のニュルンベルク＝ブランデンブルク教会法が、抵抗に遭いながらも教区に施行された。三十年戦争でゾルンホーフェンは宿営と略奪に苦しめられた。1634年から1640年までこの村には牧師/司祭がいなかった。
聖ゾーラの奇蹟を描いた有翼祭壇は1720年に製作されたことが証明されている。祭壇は、1734年にゾーラバシリカの修復のため取り外された。1782年に老朽化していたバシリカの大部分が取り壊された。すぐ近くに福音主義聖ファイト教会が、一部はバシリカの跡の上に、辺境伯様式で建設され、1785年に完成した。最後のアンスバッハ辺境伯が1791年に所領と権利を売却し、これによりゾルンホーフェンはプロイセン領となり、領土交換でバイエルン王国領となる1803年までその状態が続いた。1818年の自治体令により政治上の自治体が形成された。
1649年から1800年頃までゾルンホーフェンには、コンシュタインのハンス・グライナーによって設立されたガラス産業があった。この頃、多くの亡命プロテスタント信者のグループがオーストリアからゾルンホーフェンにやって来た。

### 19世紀から20世紀
1870年にゾルンホーフェンを通る鉄道ミュンヘン - トロイヒトリンゲン線のインゴルシュタット - トロイヒトリンゲン区間が開通した。19世紀のカトリック住民の増加に対応して1903年から1905年にカトリックの聖ゾーラ教会が建設され、1963年に準教区に昇格した。2005年のカトリック信者数は805人であった。
1935年、バーンホーフ通りに、ルートヴィヒ・エーベルレがデザインした戦争記念碑が建立された。
1961年から1979年にかつての修道院付近で考古学的発掘調査が行われ、ゾーラ以前に2つの教会がすでにあったことが示された。初めは7世紀中頃の小さな教会堂で、700年頃に大きく増築された。この建物には2つの分離された空間があることから、すでに修道院であった可能性がある。2つめの教会は725年と728年のカール・マルテルのバイエルン征伐の犠牲となった。この教会は794年以後2列の柱を持つザールキルヒェとなり、高く拡張された内陣室とクリプタが再建され、最終的にはグンデカール2世によって聖別され完成した。残っていた列柱に基づき、1977年にコピーが造られた。柱頭を含むオリジナルの円柱はミュンヘン考古学コレクションに運ばれた。そこには、おそらくゾーラバシリカのものであったと推定されている、松明をかざす人物を描いた1065年頃の円形のレリーフ「ゾーラメダイオン」が収蔵されている。

### 町村合併
バイエルン州の地域再編に伴い、1971年7月1日にエスリンゲンが合併した。

## 行政

### 議会
ゾルンホーフェンの町議会は、12議席からなる。

### 紋章
図柄: 上下二分割。上部は銀地に黒い十字。下部は赤地と黄色地に水平に四分割されている。
この紋章は1948年から用いられている。
紋章の由来: 黒い十字はフルダ修道院の十字を表している。

## 文化と見所

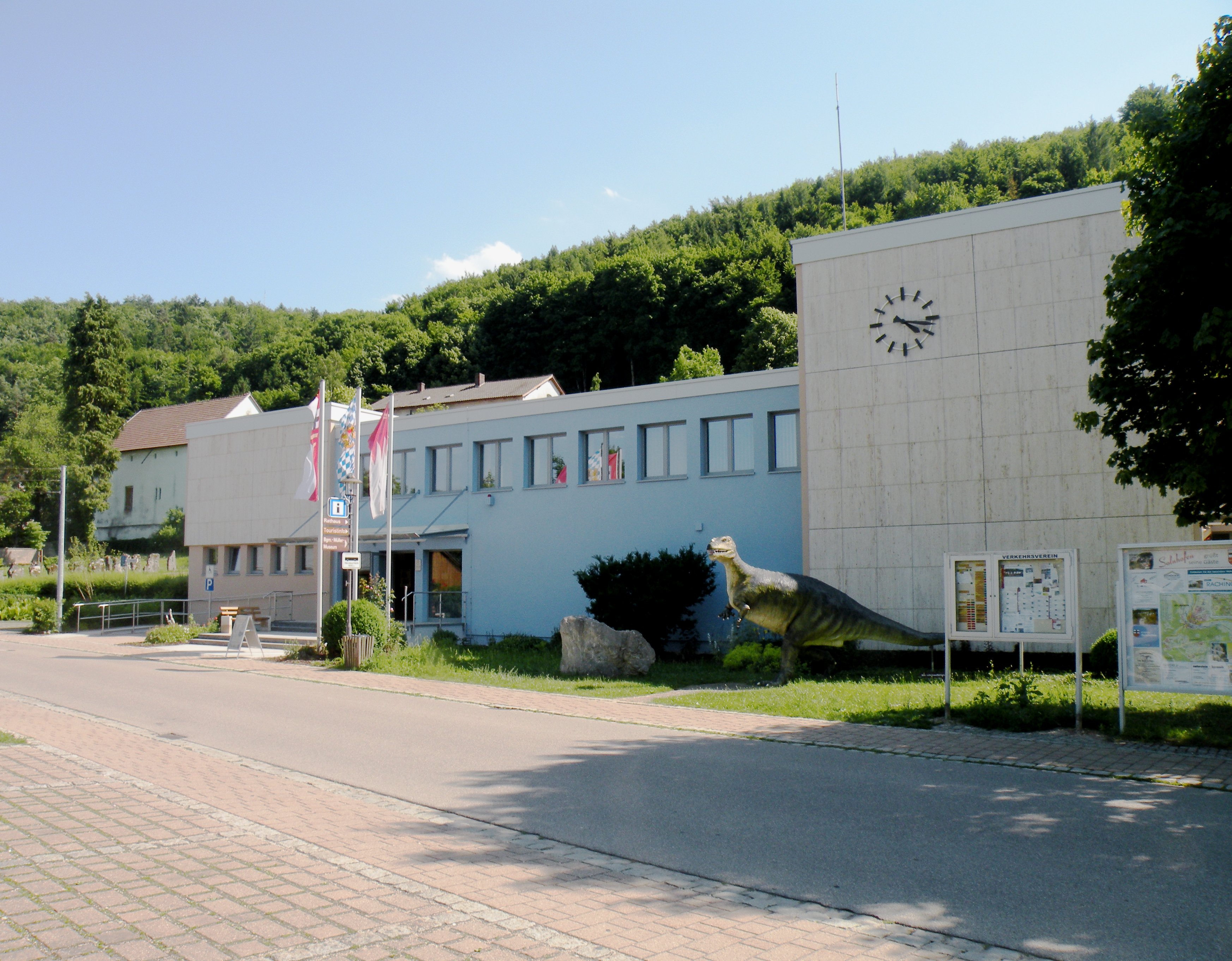
ビュルガーマイスター＝ミュラー博物館

### 博物館
多くのゾルンホーフェン石灰岩を用いて造られた近代的なスタイルのビュルガーマイスター＝ミュラー博物館は、化石のユニークなコレクションを展示している。特に魚類は充実している。価値が高い展示品は始祖鳥の化石のオリジナルである。また、ここではリトグラフ印刷の歴史（予約すれば実演も）やリトグラフを見ることもできる。

### 建築

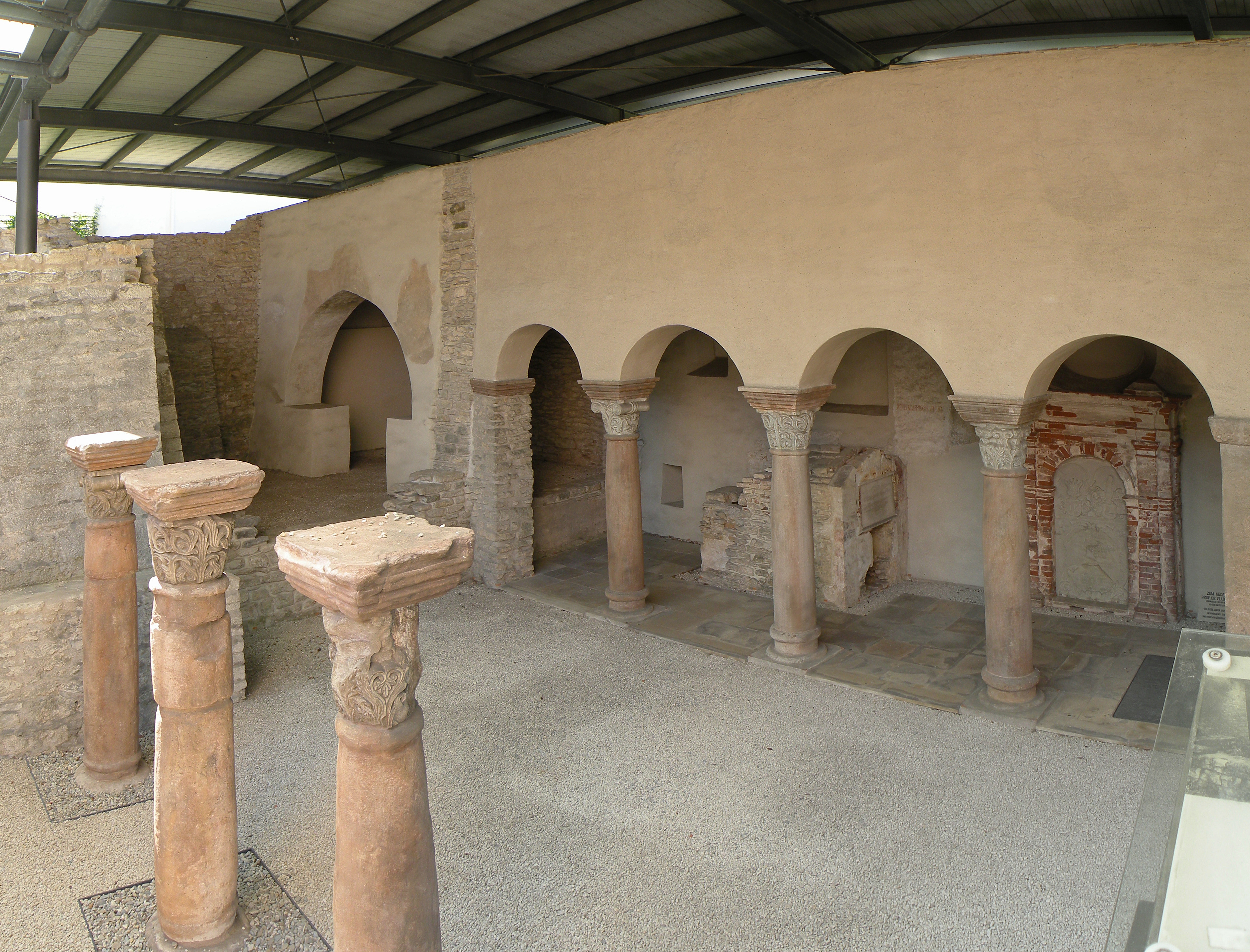
ゾーラバシリカ

- ゾルンホーフェン・ゾーラバシリカのカロリング朝時代の列柱は、ドイツで最も古い建造文化財の1つに数えられている。ここでの発掘により、ハイデルベルク大学の研究者たちは中石器時代にまで遡る集落跡を発見した。
- 福音主義ルター派の聖ファイト教区教会は、いわゆる辺境伯様式（講壇とオルガンが祭壇の上にせり出す形）の建物で、かつてのゾーラバシリカの南側廊の上に1784年に建設された。尖頭屋根を戴いた高さ 29 m の塔は、その下層部に11世紀の教会塔の一部を内包している。教会の内部には古い墓碑がある。庭には旧墓地の印象的な墓石が建っている。
- 元々高さ 5.5 m のゼネフェルダー記念碑は、町の中心部、ゾーラバシリカに近い小さな広場に建っている。この記念碑は1845年に Etienne Hippolyte Maindron により、南フランスの Sablonière-石灰岩を使ってパリのリトグラフ作家アルフレッド・レオン・ルメルシェのために製作された。元はパリのサロンにあったもので、そこから1846年にルメルシェの私的な庭園に運ばれた。1901年に会社が解散したことで、ゾレンホーファー＝アクティエン＝フェラインの責任者ヘルマン・ヴァインマンがこの記念碑を入手した。1904年10月9日、この記念碑は1871年に植樹されたフリーデンスリンデ（直訳: 平和のセイヨウボダイジュ）の隣に設置された。1965年に道路の拡幅に伴い、数メートル離れた現在の場所に移された。ここではジュラ大理石の新しい台座に設置され、全体の高さは 3.5 m となった。
- カトリックの聖ゾーラ教会はパッペンハイムの支教会である。この教会はレーゲンスブルクのフリードリヒ・ニーダーマイヤーの設計に基づき、1905年にジュラ石灰岩を用いた初期ゴシック様式で建設された。内陣室の左側にゾーラの聖遺物匣がある。聖遺物はアイヒシュテット司教が1867年にフルダを訪れた際にフルダ司教クリストフ・フローレンティウス・ケットから贈られたものである。後期ゴシック様式の像はトロイヒトリンゲンの聖ランペルトゥスを象ったものである。

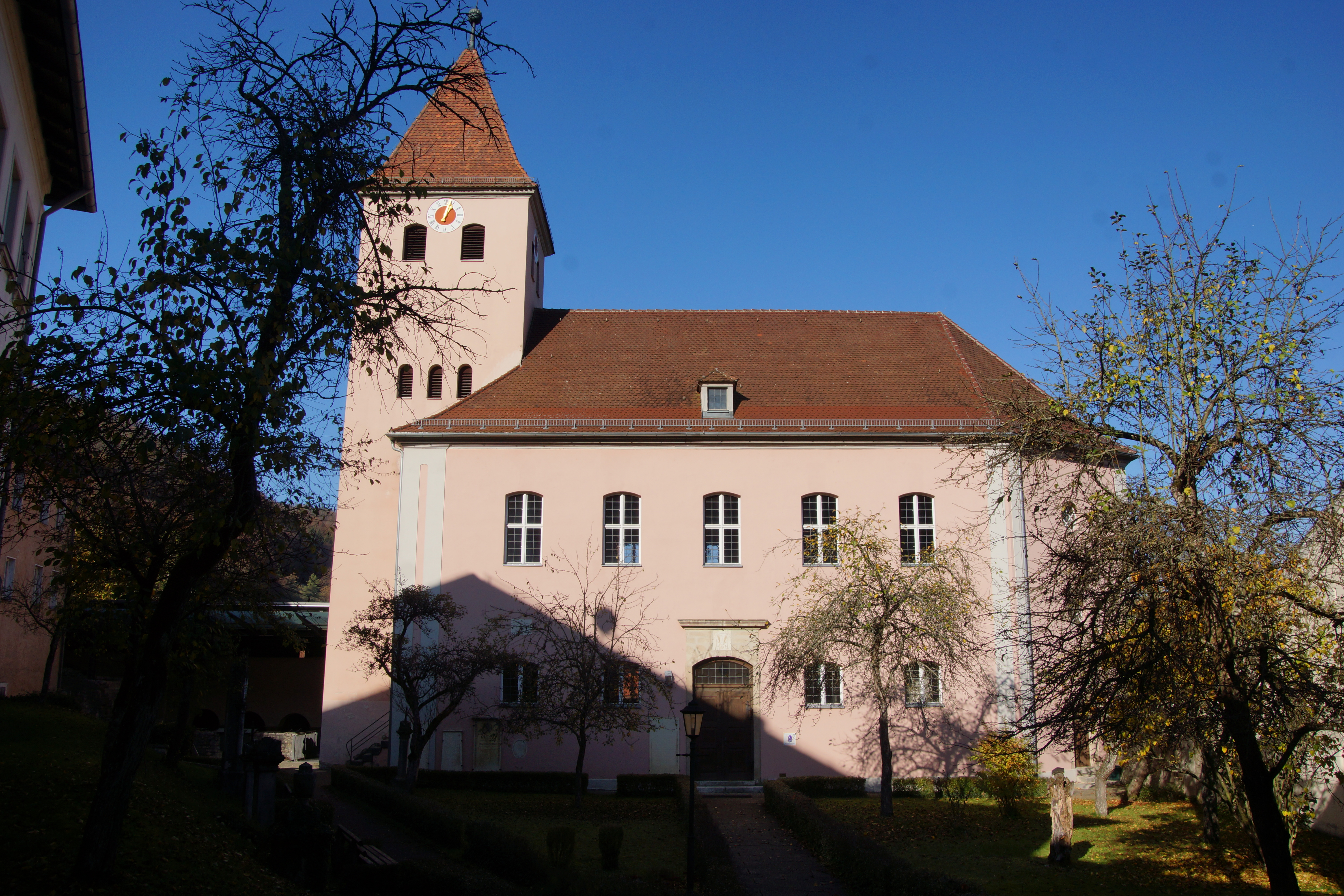
聖ファイト教区教会
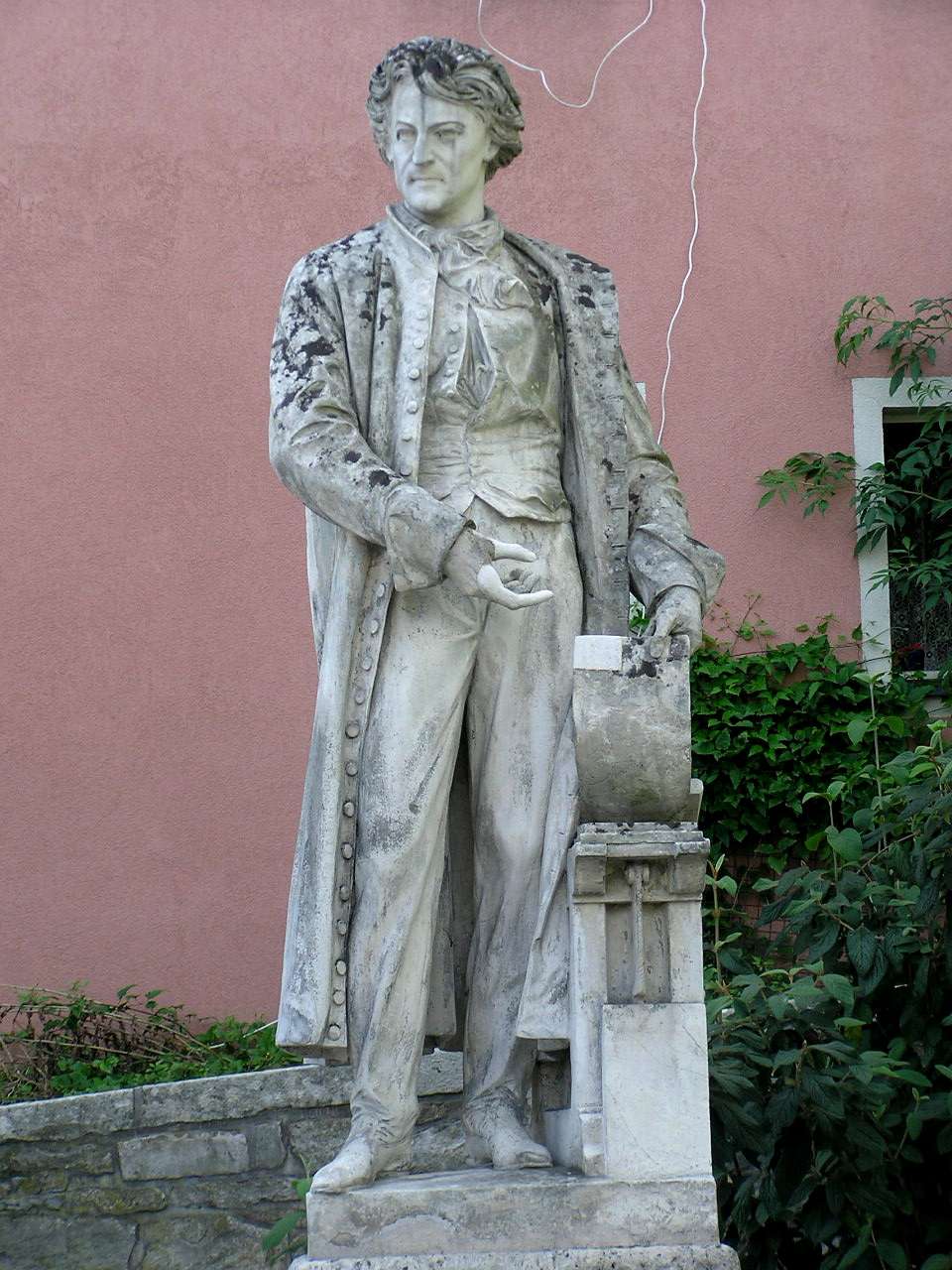
アロイス・ゼネフェルダー記念碑
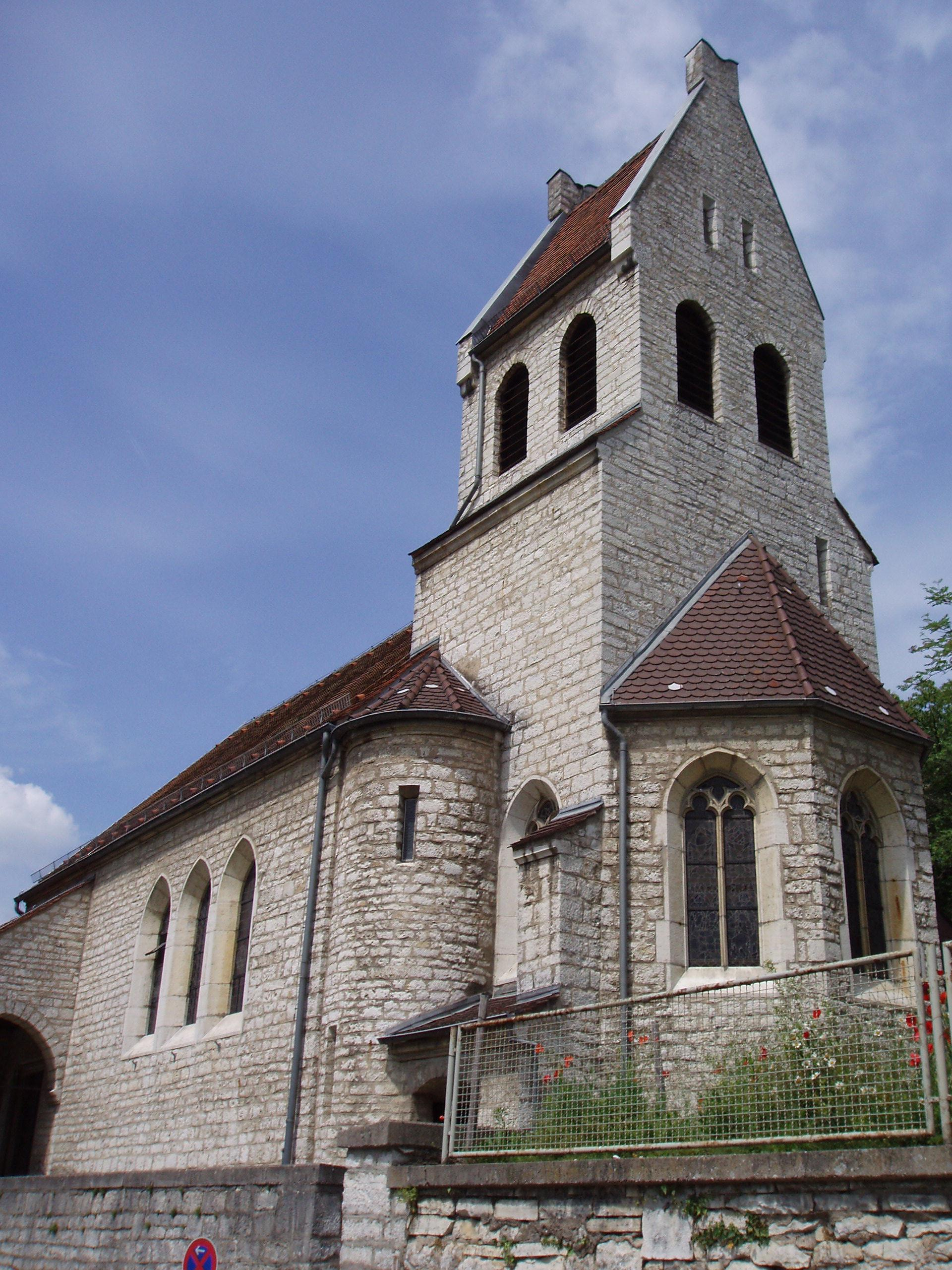
聖ゾーラ教会

## 経済と社会資本

### 観光業
ゾルンホーフェンは、長い観光業の伝統を有しており、今も昔と変わらずグルメや観光資源の多い、とても長閑で静かな町である。観光の中心は、1つは上述のビュルガーマイスター＝ミュラー博物館であり、もう1つはカヌー、サイクリング、ハイキングといったレジャーの機会である。

### 交通

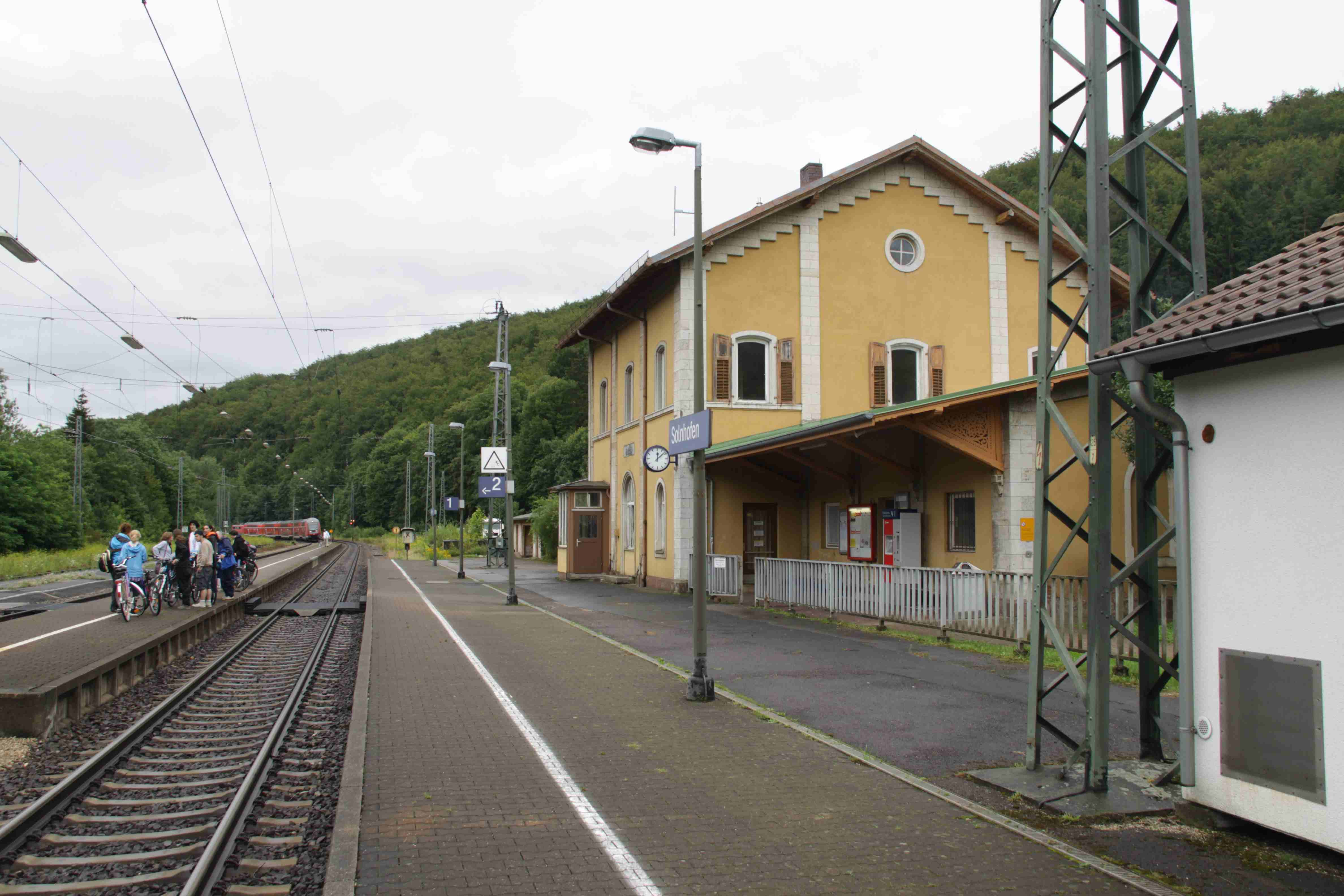
ゾルンホーフェン駅

この町を州道2217号線と2230号線、さらにアルトミュールタール自転車道が通っている。この他に、この町にはミュンヘン - トロイヒトリンゲン線の駅がある。ここにはミュンヘンやニュルンベルクからのローカル列車が1時間間隔で発着する。所要時間は、いずれも乗り換え無しの場合、ミュンヘンへは約120分、ニュルンベルクへは約70分である。
トロイヒトリンゲンで乗り換えると、接続が良ければアウクスブルクへ約80分、アンスバッハへ約50分、ヴュルツブルクへ約130分で行くことができる。また、インゴルシュタットで乗り換えるとレーゲンスブルクまでは約120分である。朝の通勤時間帯には、ICやICEがトロイヒトリンゲンおよびインゴルシュタットに停車するため、これよりも早く到着することができる。
ゾルンホーフェンはニュルンベルク広域交通連盟の南端にあたる。

### 教育
ゾルンホーフェンには託児所を併設した幼稚園が1園ある。学校は基礎課程学校が1校あるだけで、多くの年長の生徒はバスや列車を使ってトロイヒトリンゲンのゼネフェルダー＝シューレに通っている。

## その他
小惑星帯内にある小惑星 (3229) ゾルンホーフェンは、この町にちなんで名付けられた。

## 人物

### ゆかりの人物
- アロイス・ゼネフェルダー (1771-1834)：リトグラフの発明者。石版の産地である当地に像が設置されている。
- ヘルマン・フォン・マイヤー (1801-1869)：古生物学者。始祖鳥の研究が有名。

## 関連図書
- 100 Jahre katholische Kirche St. Sola Solnhofen 1905–2005. Festschrift. Solnhofen/Weißenburg. (2005)
- “=Die Kirche St. Sola in Solnhofen”. Gästebrief 2007 Bistum Eichstätt. pp. 4-
- Festschrift zum Sola-Jahr 1994. 1200 Jahre Solnhofen. Solnhofen: Gemeinde Solnhofen. (1994)
- Handbuch der historischen Stätten Deutschlands. Stuttgart. (1961). pp. 700-
- Heimatbuch Solnhofen. Solnhofen: Gemeinde Solnhofen. (1975)
- “Stahl behütet karolingische Baukunst. Warmherziger Missionar und wundertätiger Einsiedler”, Donaukurier Ingolstadt:  p. 28, (1997-12-05)
- Johann Kaspar Bundschuh (1802). “Solenhofen”. Geographisches Statistisch-Topographisches Lexikon von Franken. Band 5: S–U. Ulm: Verlag der Stettinischen Buchhandlung. pp. 345–346 2022年5月29日閲覧。
- Marie Derra (2002). Der Solnhofener Naturstein und die Erfindung des Flachdruckes durch Alois Senefelder. Solnhofen
- Walter Greiner (2005). Auf den Spuren der Glasmacher von der Neuzeit bis in die Antike. Sonthofen
- Gotthard Kießling (2000). Landkreis Weißenburg-Gunzenhausen. Denkmäler in Bayern, V 70/1. München. pp. 565–579. ISBN 978-3-87490-581-7
- August Sieghardt; Wilhelm Malter (1979). Altmühltal von Treuchtlingen bis Kelheim mit Eichstätt. Heroldsberg. pp. 142–148
- Michael Mott (2006-05-24), “Ein fast vergessener Heiliger / Der in Fulda zum Priester geweihte Sola gab Solnhofen seinen Namen”, Fuldaer Zeitung, Fuldaer Köpfe:  p. 10
- Michael Mott (2012-08-23), “Fuldaer Heiliger gibt dem Ort seinen Namen / Solnhofen im Altmühltal und seine enge Verbindung mit Vertretern des Bistums Fulda”, Fuldaer Zeitung, Gestatten, mein Name ist FULDA:  p. 15
- Leonhard Schauer (1987). Die Glasindustrie in Solnhofen. Solnhofen: Gemeinde Solnhofen
- Leonhard Schauer (1990). Kirchen, Friedhöfe, Grabdenkmäler und Gedenkstätten in Solnhofen. Solnhofen
- Jutta Simone Schwaab (1997-08-10./17), “Wo Sola einst Wunder wirkte”, Kirchenzeitung Bistum Eichstätt (August) (32/33):  pp. 21-
- Waldtraut Schrickel, ed (1987). Solnhofen. Solabasilika und Propstei. Entstehung und Entwicklung eines kirchlichen Zentrums. Solnhofen: Gemeinde Solnhofen
- Gottfried Stieber (1761). “Solenhofen”. Historische und topographische Nachricht von dem Fürstenthum Brandenburg-Onolzbach. Schwabach: Johann Jacob Enderes. pp. 763–773 2022年5月29日閲覧。
- Pleikard Joseph Stumpf (1853). “Sollnhofen”. Bayern: ein geographisch-statistisch-historisches Handbuch des Königreiches; für das bayerische Volk. München: Zweiter Theil. p. 750 2022年5月29日閲覧。